# 三宝太監西洋記
『三宝太監西洋記』（さんぼうたいかんせいようき）は、中国明末に成立した口語章回の長編神怪小説。著者は羅懋登（らぼうとう）。1597年に初発表。全20巻で100回。
『三宝太監下西洋通俗演義』、『西洋記』などのタイトルも使われている。
中国明初の史実である太監・鄭和の海外遠征を小説化したもので、中国神話の要素も組み込まれている。